# NGC 4022
NGC 4022 é uma galáxia lenticular (S0) localizada na direcção da constelação de Coma Berenices. Possui uma declinação de +25° 13' 21" e uma ascensão recta de 11 horas, 59 minutos e 01,0 segundos.